# Línea 4 (Buenos Aires)
La línea 4 es una línea de colectivos de Buenos Aires operada hasta Marzo por La Transporte Ideal San Justo Con su razón social Sol De mayo y por la empresa Transporte Juan B. Justo S.A.T.C.I desde abril del 2025. Esta línea une la localidad de Lomas del Mirador, en el Partido de La Matanza, con el edificio del Palacio Libertad, en el barrio de San Nicolás y la Costanera Sur, en el barrio de Puerto Madero.

## Recorrido

### Ramal A: Gral. Paz y Díaz Vélez - Correo Central por Puerto Madero
Ida al CCDFS (EX CORREO CENTRAL): Av. Díaz Vélez, Tonelero, Colectora Gral. Paz Este, Av. Rivadavia, Carhué, Palmar, José León Suárez, Patrón, Pilar, Av. Emilio Castro, Guardia Nacional, Av. Juan Bautista Alberdi, Av. Bruix, Av. Directorio, Martínez Castro, Av. Eva Perón, Av. Curapaligüe, Av. Asamblea, Av. Pavón, Combate de Los Pozos, Av. Juan de Garay, Lima Oeste, Av. Brasil, Av. Paseo Colón, Av. San Juan, Azopardo, Chile, Av. Alicia Moreau de Justo, Cecilia Grierson, Bouchard (hasta Lavalle)
Regreso a Lomas Del Mirador: Bouchard, Av. Corrientes, Av. Eduardo Madero, Av. Ingeniero Huergo, Av. Juan de Garay, Colombres, Av. Pavón, Av. Asamblea, Thorne, Av. Eva Perón, Mariano Acosta, Av. Juan Bautista Alberdi, Basualdo, Av. Emilio Castro, Martiniano Leguizamón, Acassuso, Carhué, Tonelero, Montiel, Av. Rivadavia, Cruce Av. Gral. Paz, Colectora Gral. Paz Oeste, Av. Díaz Vélez, Europa, Charcas, Eduardo Costa, Av. Díaz Vélez

### Ramal B: Gral. Paz y Díaz Vélez - Central Costanera por Balneario
Ida a Costanera Sur: Av. Díaz Vélez, Tonelero, Colectora Gral. Paz Este, Av. Rivadavia, Carhué, Palmar, José León Suárez, Patrón, Pilar, Av. Emilio Castro, Guardia Nacional, Av. Juan Bautista Alberdi, Av. Bruix, Av. Directorio, Martínez Castro, Av. Eva Perón, Av. Curapaligüe, Av. Asamblea, Av. Pavón, Combate de los Pozos, Av. Juan De Garay, Lima Oeste, Av. Brasil, Av. Don Pedro de Mendoza, cruce Au. Doctor Ricardo Balbín en Gualeguay, Av. Don Pedro de Mendoza, Av. Elvira Rawson de Dellepiane, Av. España hasta Central Costanera, regreso por Av España, Samuel Lafone Quevedo (hasta la Dirección Nacional de Construcciones Portuarias y Vías Navegables)
Regreso a Lomas del Mirador: Desde la Dirección Nacional de Construcciones Portuarias y Vías Navegables por Benjamín Juan Lavaysse, Samuel Lafone Quevedo, Av. España hasta Central Costanera retomando por Av. España, Av. Elvira Rawson de Dellepiane, Av. Alicia Moreau de Justo, Av. Juan de Garay, Colombres, Av. Pavón, Av. Asamblea, Thorne, Av. Eva Perón, Mariano Acosta, Av. Juan Bautista Alberdi, Basualdo, Av. Emilio Castro, Martiniano Leguizamón, Acassuso, Carhué, Tonelero, Montiel, Av. Rivadavia, cruce Av. Gral. Paz, Colectora Gral. Paz Oeste, Av. Díaz Vélez, Europa, Charcas, Eduardo Costa, Av. Díaz Vélez.

## Lugares de interés
- Terminal de Ómnibus Liniers
- Santuario de San Cayetano
- Hospital Francisco Santojanni
- Parque Avellaneda
- Plaza de los Virreyes
- Hospital General de Agudos Parmenio Piñero
- Parroquia Nuestra Señora de la Medalla Milagrosa
- Parque Chacabuco
- Hospital Garrahan
- Plaza Constitución
- Hospital Pedro de Elizalde
- Parque Lezama
- Puerto Madero
- Universidad Católica Argentina
- Correo Central (Bs.As)
- Luna Park
- Casino de Buenos Aires
- Reserva Ecológica Costanera Sur